# Zęby noworodkowe
Zęby noworodkowe – uzębienie obecne w okresie noworodkowym, rzadko spotykana wada wrodzona.
Stosowane powszechnie w światowym piśmiennictwie terminy: „ząb wrodzony” i „ząb noworodkowy” wprowadzone zostały przez Masslera i Savarę. Ząb wrodzony zdefiniowali oni jako obecny w jamie ustnej w momencie urodzenia, a noworodkowy to ten wyrzynający się w okresie do 30 dni po porodzie. Podział oparty jest wyłącznie na terminach wyrzynania. 
Zęby mleczne prawidłowo wyrzynają się w okresie niemowlęcym: między 6. a 9. miesiącem życia dziecka wyrastają zęby sieczne, między 14. a 20. miesiącem pierwsze zęby trzonowe, między 24. a 30. drugie zęby trzonowe. Przebieg ząbkowania jest bardzo zmienny, jednak obecność zębów przy urodzeniu albo zainicjowanie ząbkowania jeszcze w okresie noworodkowym jest rzadko spotykaną nieprawidłowością. Częstość anomalii u żywo urodzonych dzieci oceniono na 1:3000. Donoszono o rodzinnym występowaniu tej wady. Częściej spotyka się ją w pewnych grupach etnicznych: u Finów oszacowano częstość na 1:1000, była ona też zwiększona u rdzennych Amerykanów, zwłaszcza atapaskańskiej rodziny językowej.
Zęby noworodkowe mogą stanowić część obrazu klinicznego zespołów wad wrodzonych. Spotykane są u pacjentów z zespołem Ellisa i van Crevelda, zespołem Sotosa, zespołem Finlaya i Marksa, zespołem Rubinsteina-Taybiego, zespołem Jadassohna-Lewandowsky'ego oraz zespołem Hallermanna-Streiffa.
Do znanych osób, które urodziły się z zębami, należą podobno:
- Ludwik XIV
- Ryszard III
- Zaratusztra
- Hannibal
- Mirabeau
- Armand Jean Richelieu
- Jules Mazarin
- Paul Broca.